# Martagny
Martagny – miejscowość i gmina we Francji, w regionie Normandia, w departamencie Eure.
Według danych na rok 1990 gminę zamieszkiwały 94 osoby, a gęstość zaludnienia wynosiła 21 osób/km² (wśród 1421 gmin Górnej Normandii Martagny plasuje się na 801 miejscu pod względem liczby ludności, natomiast pod względem powierzchni na miejscu 727).